# Літвінов Олександр Миколайович (футболіст)
Олександр Миколайович Літвінов (нар. 27 березня 2002) — український футболіст, правий захисник ковалівського «Колоса».

## Клубна кар'єра
У ДЮФЛУ виступав за «Мал» (Коростень), а також київські клуби «Зміна-Оболонь» та ДЮСШ-26.
Наприкінці лютого 2020 року приєднався до «Колоса». У другій половині сезону 2019/20 років виступав за юнацьку команду ковалівців, а вже з наступного — за молодіжну команду. У середині жовтня 2020 року продовжив угоду з «Колосом» на 2,5 роки. Проте через велику конкуренцію в клубі за першу команду так і не дебютував.
26 серпня 2022 року відправився в оренду до «Діназу». У футболці вишгородського клубу дебютував 27 серпня 2022 року в нічийному (1:1) домашньому поєдинку 1-го туру групи «А» Першої ліги України проти тернопільської «Ниви». Олександр вийшов на поле в стартовому складі та відіграв увесь матч. У сезоні 2022/23 років провів 20 поєдинків у складі «Діназу».
На початку липня 2023 року, по завершенні орендної угоди, повернувся до «Колоса».